# Колодка (кайдани)

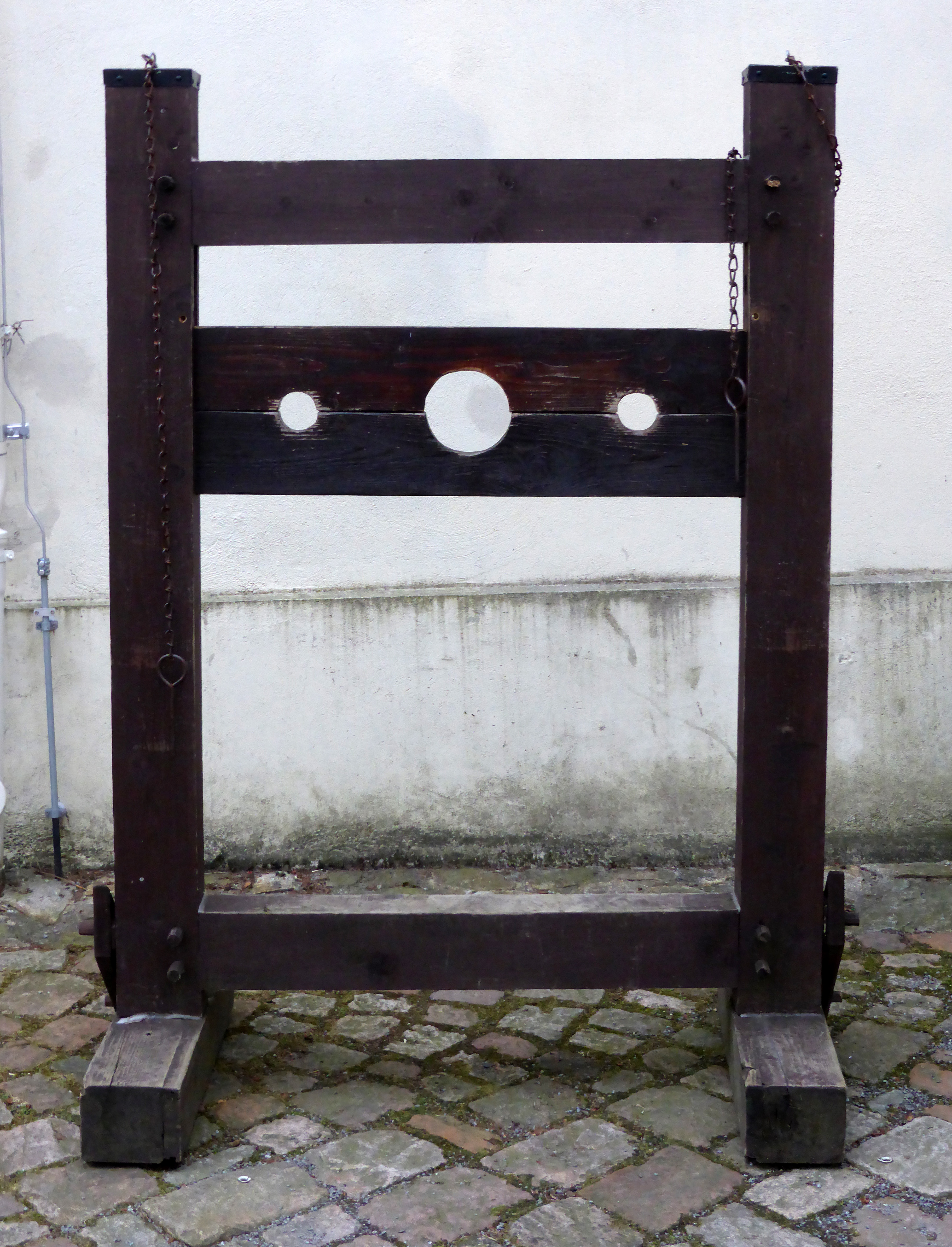
Нерухома колодка ганебного стовпа

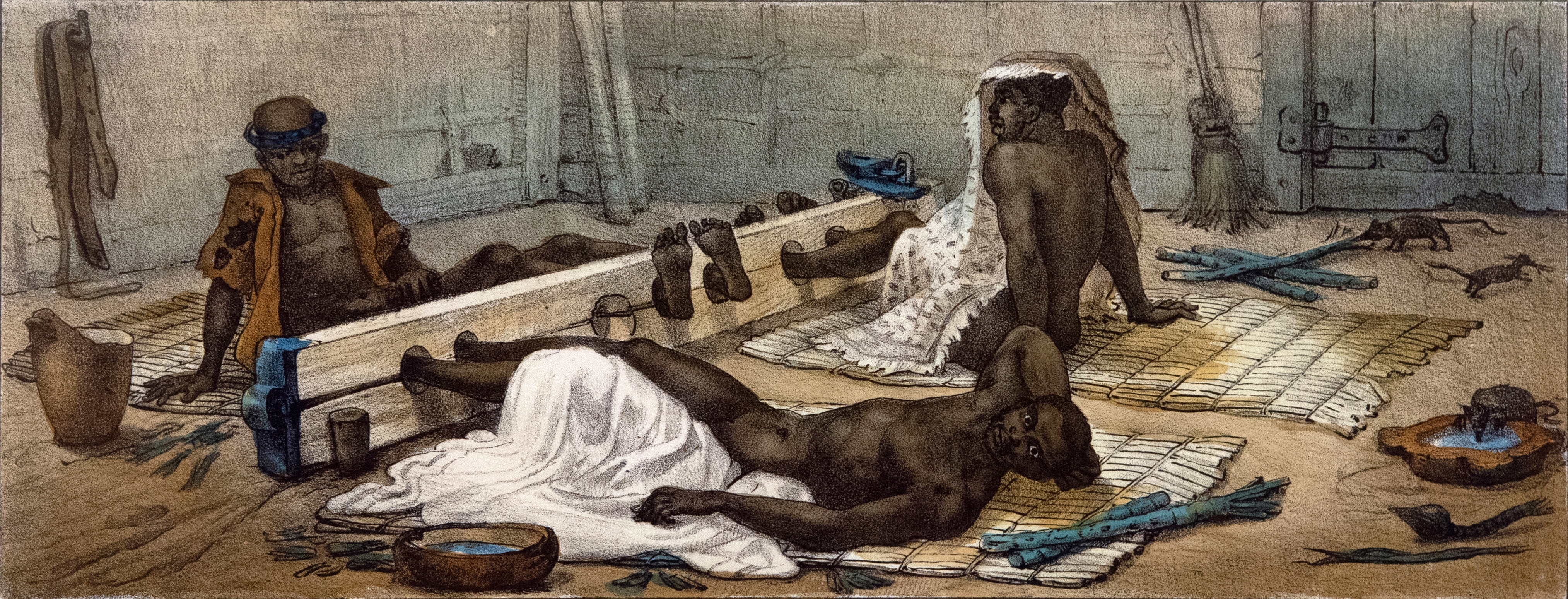
Колодка для забивання кількох засуджених. Бразилія, бл. 1830

Колодки, також диби, скрипи́ці, скрепи́ці — масивні дерев'яні кайдани, які в старовину надівали на ноги, руки і шию в'язням. Конструкція колодок, як і спосіб їхнього застосування могли бути різними. Надівання колодок називалося «забиванням».
Використовували колодки і як запобіжний захід для утримання злочинця в очікуванні суду, так і як самостійний вид покарання.

## Види

### Нерухомі колодки
Нерухомі або стаціонарні колодки призначалися для повної іммобілізації засудженого (наприклад, у в'язниці, біля ганебного стовпа). Будова могла бути неоднаковою. Поширений тип — два масивних бруси з напівкруглими виїмками, де поміщалися гомілки (іноді також передпліччя) в'язня, на одному кінці брусів кріпився шарнір-петля, на другому — замок. В одну таку колодку часто забивали кілька людей, що розташовувалися поруч, іноді по обох боках брусів. Такий тип часто використовувався для покарання рабів на американських плантаціях. На територіях сучасної України і Польщі цей різновид колодок був відомий під назвою «гусак» (пол. gąsior); замість замка в них використовувалися клини. Розбуялих п'яниць зазвичай забивали в гусака однією ногою.
Дещо відмінним був тип нерухомих колодок, що використовувалися на ганебних стовпах. Вони мали вигляд двох масивних дощок з трьома півкруглими виїмками: середньої великої для шиї і двох крайніх менших — для передпліч. Засуджений до покарання біля стовпа мусив залишатися в таких колодках у зігнутому стані протягом багатьох годин.

### Рухомі колодки

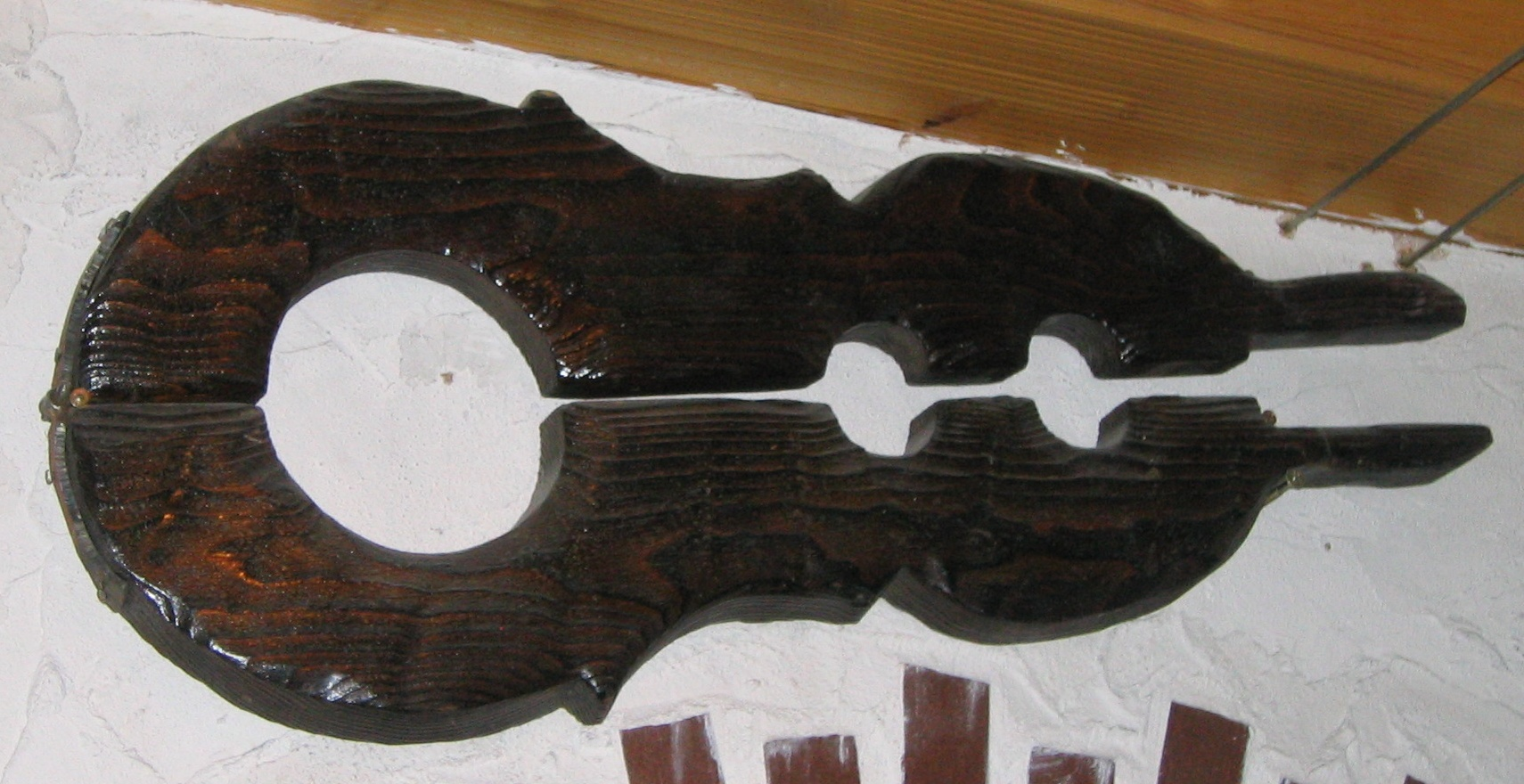
«Шийна скрипка» в музею тортур у Фрайбурзі

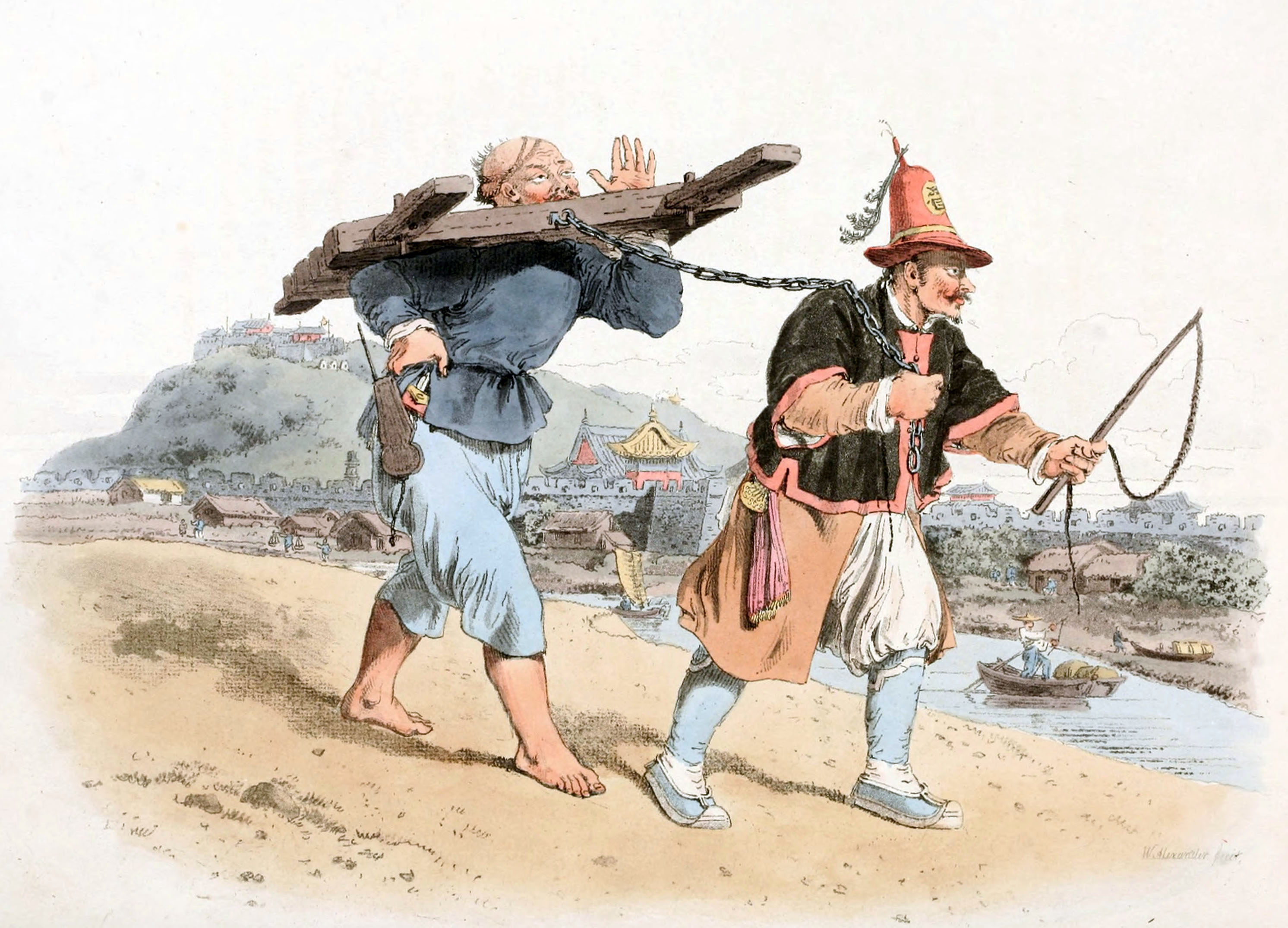
Нашийна колодка

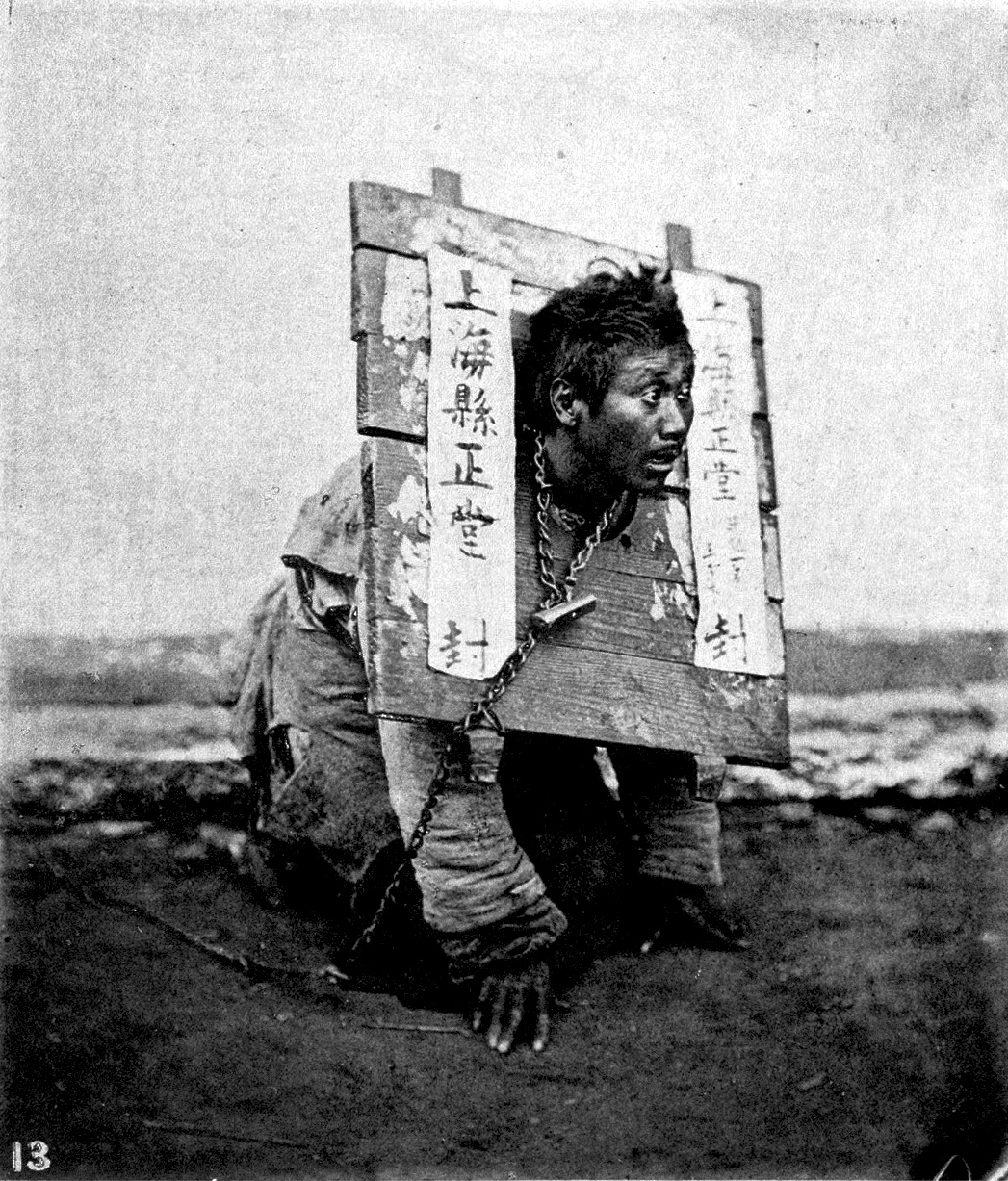
Нашийна колодка, Шанхай, бл. 1870 р.

Рухомі колодки були дерев'яним аналогом залізних кайданів, вони не перешкоджали пересуванню в'язня, але істотно обмежували його рухомість і швидкість пересування. Такі колодки надівалися на ноги або на шию. Ножна колодка складалася з двох коротких чурбаків з виїмками, спорядженими шарніром і замком. Арештанти, в'язні в колодках називались колодниками.
Інший тип рухомих колодок укріплявся на шиї, він складався з двох широких дощок з напівкруглими вирізами. Подібні колодки могли використовуватися для з'єднання в'язнів попарно: у цьому разі в кожній дошці робили по дві виїмки, або виконували колодку у вигляді одної широкої дошки з вирізами на торцях, замкнутих скобами.
У німецьких землях були поширені колодки, відомі як «шийна скрипка» (нім. Halsgeige), що насправді нагадували формою цей музичний інструмент.
У країнах Східної і Південно-Східної Азії до початку XX ст. були поширені нашийні колодки, які являли собою щит з кількох дощок. У Китаї вони відомі як «муцзя» (кит.: 木枷). Злочинця з надягнутою на шию колодкою (де були написані його ім'я, адреса і провина) залишали в ній на певний термін, протягом якого він мав покладатися на милість перехожих, приймаючи їжу з їх рук. Розміри колодки різнилися залежно від тяжкості злочину: згідно з кодексом 1397 року, муцзя виготовляли вагою в 25, 20 і 15 кетті (приблизно 13, 10, 8 кг).

## Історія
Перша згадка слова «диба» у давньоруських джерелах належить до початку XIII ст.: у договорі Смоленська з Ригою, що приписує «якщо русин виявиться винним, то в дибу його не саджати, а віддати на поруки; якщо ж поруки не буде, то посадити його в залізо». У псковській судовій грамоті міститься вказання: «хто силою в судібню влізе, чи придверника вдарить, то посадити його в дибу».
Англійський другий «Статут про трудящих» у 1350 році приписував застосування колодок для «неправильних ремісників» і вимагав, щоб кожне місто й село мали в себе це знаряддя. Джерела свідчать, що колодки використовувалися в Англії понад 500 років по тому і ніколи не були офіційно скасовані.
Виставляння в колодках біля ганебного стовпа було звичайним до принаймні 1748 року. Особливо часто використовували їх американські пуритани — для покарань представників нижчого класу.
Засуджений-колодник міг бути підданий додатковим катуванням, які могли придумати навколишні, наприклад, лоскотанню п'яток. Газета New York Times повідомляла в статті від 13 листопада 1887 року: «Також відійшли в минуле колодки, де образники публічної моралі колись сиділи ув'язнені, з ногами у важкому дерев'яному ярмі, а хуліганисті хлопчаки користувалися нагодою зняти з них взуття і лоскотати голі підошви»
.
Останні задокументовані випадки використання колодок у Сполученому Королівстві належать до 1872 року.

## У художніх творах
|  | Ой, на руки кайдани, А на ноги диби, Хотять ляшки сіромаху До світа згубити. Ой, на руки кайдани, На ноги скрипиці... |

Народна пісня «Гей, на біду, на горе»